# Powrót Godzilli (film 1984)
Powrót Godzilli (jap. ゴジラ Gojira) – japoński film typu kaijū z 1984 roku w reżyserii Kōjiego Hashimoto. Szesnasty film z Godzillą i pierwszy reboot serii o nim. Jeden z trzech filmów, w którym z Godzillą nie walczy żaden potwór.

## Fabuła
Nocą podczas silnego sztormu kuter rybacki Yahata Maru zostaje zaatakowany przez nieznane stworzenie. Nazajutrz reporter z Toto Press – Goro Maki na swej żaglówce dostrzega wyglądający na opuszczony kuter. Na jego pokładzie odkrywa zwłoki członków załogi. Przeszukując dalej kuter zostaje zaatakowany przez gigantyczną morską wesz. W ostatniej chwili stwór zostaje zabity przez jedynego ocalałego członka załogi – Hiroshiego Okamurę.
W Japonii Hiroshi wielokrotnie mówi władzom, że załoga Yahata Maru zaatakował gigantyczny potwór. Wierzy mu dopiero biofizyk, profesor Hayashida będąc zdania, że to był Godzilla, a stwór grasujący był na kutrze morską wszą, która po napojeniu się krwią, urosła do ogromnych rozmiarów. Premier Japonii, Miyami Mitamura nie chcąc wywołać paniki nie dopuszcza do przekazania tej informacji dalej, póki nie będzie więcej wieści o Godzilli.
Maki nie jest zadowolony, że jego reportaż nie zostanie dopuszczony do druku z powodu zatajenia przez rząd prawdy o kutrze Yahata Maru. Maki jedzie do profesora Hayashidy, by przeprowadzić wywiad. Profesor Hayashida rozpoczął badania nad Godzillą, z żalu, że stracił rodziców podczas jego ataku w Tokio z 1954 roku. Z czasem dostrzega w nim zwierzę, które stało się przypadkową ofiarą testów nuklearnych. Maki poznaje się z siostrą Hiroshiego – Naoko, która pracuje jako asystentka profesora Hayashidy. Naoko myśli, że jej brat wciąż zaginął, jednak Maki mówi jej prawdę. Gdy Hiroshi jednoczy się ze swą siostrą, Maki robi im zdjęcia, przez co traci zaufanie u obojgu.
Radziecka atomowa łódź podwodna zostaje zniszczona przez tajemniczy obiekt. ZSRR jest przekonany, że za jej zniszczeniem stoją Stany Zjednoczone, które zaprzeczają temu. Układ Warszawski grozi kontratakiem. W obawie o wybuch wojny i otrzymawszy zdjęcia Godzilli od samolotu odbierającego sygnał SOS z tonącego okrętu podwodnego premier Japonii decyduje się natychmiast znieść zakaz publikacji materiałów o potworze. Organizuje konferencję prasową z potwierdzeniem, że za atak na łódź podwodną odpowiada Godzilla. Wkrótce prasa rozpisuje się o powrocie Godzilli. Profesor Hayashida jest zdania, że Godzilla zaatakował atomową łódź podwodną z powodu napędu jądrowego, jako że odżywia energią nuklearną.
Wkrótce Godzilla atakuje elektrownię atomową Ihama w prefekturze Shizuoka. Nagle Godzilla odchodzi wiedziony stadem migrujących ptaków, czego świadkami są tam obecni profesor Hayashida, Maki i Hiroshi. Wspólnie zdają sobie sprawę, że Godzilla tak jak ptaki używa magnetyzmu jako radar i wyczuwszy magnetyzm kierujący stadem uznał za nim podążać. Hayashida uważa, że tą słabość Godzilli można wykorzystać przeciwko niemu.
Po konsultacji z profesorem Hayashidą, doktor geologii Minami prezentuje przedstawicielom rządu plan zwabienia Godzilli do wulkanu Mihara i wywołania w nim niewielkiej erupcji. Niedługo potem jest debata z przedstawicielami ZSRR i USA. Sowieci i Amerykanie żądają od Japonii, aby pozwoliła im użyć broni atomowej do zabicia Godzilli, twierdząc, że to jedyne wyjście. Premier Mitamura po przeanalizowaniu opinii ministrów odmawia, twierdząc, że nie ma pewności że broń atamowa zadziała. Ostatecznie ZSRR i USA rezygnują ze swych roszczeń, kiedy premier Japonii pyta ich, czy gdyby Godzilla pojawił się w ich krajach i zaatakował ich miasta, to mieliby odwagę użyć broni nuklearnej, wiedząc, że wielu obywateli ich państw zginie.
Wkrótce Godzilla przybywa do Tokio. Władze miasta i wojsko są postawione w stan gotowości, a tokijczycy się ewakuują. Hiroshi z doktorem Minami nadzoruje prace na wulkanie Mihara. Godzilla atakuje wpierw radziecki okręt Bałaszewo, na którym znajdują się urządzenia sterujące satelitą z bronią jądrową na orbicie. W wyniku uszkodzenia statku uruchamia się automatycznie system konsoli rakiet. Widząc to dowódca okrętu – płk Kaszyrin za wszelką cenę chce wyłączyć urządzenie, jednak ginie. Godzilla niszczy na swej drodze Tokio, powodując niszczenia i zmuszając mieszkańców dystryktów miasta do ewakuacji. Jedynie cieszy się pewien bezdomny, gdyż może bezkarnie szabrować jedzenie z luksusowej restauracji.
W Tokio profesor Hayashida, Goro i Naoko pracują nad urządzeniem imitującego zmysł kierowania u migrujących ptaków. Widząc w pobliżu Godzillę wypróbowują urządzenie. Eksperyment się powiódł i czekają na helikopter. Nagle potwór zostaje trafiony laserem z armaty laserowej. Godzilla chcąc atakować przypadkiem uderza w budynek ogonem, przez co trójka bohaterów nie może się z niego wydostać. Rząd decyduje się użyć latającej fortecy Super-X, stworzonej w sekrecie na wypadek zagrożenia stolicy. Po krótkiej potyczce Super-X trafia w Godzillę kadmowymi pociskami powodując u niego nieprzytomność.
Jedna z radzieckich rakiet zostaje wystrzelona ku Tokio, dokładnie dzielnicy Shinjuku. Zaniepokojeni Sowieci natychmiast informują Japończyków o zbliżającym się zagrożeniu. Mieszkańcy dystryktu są ewakuowani do podziemnych bunkrów. Japoński rząd prosi o pomoc Amerykanów, by strącili pocisk. Amerykanie zgadzają się i w ostatniej chwili strącają pocisk atomowy własną rakietą, wywołując burzę magnetyczną nad Tokio. Uderzenia piorunów budzą Godzillę, który kontynuuje walkę z Super-X. Helikopter z Hiroshim na pokładzie przybywa, by ewakuować profesora Hayashidę, Naoko i Makiego. Z powodu silnego wiatru helikopter zabiera jedynie profesora Hayashidę z urządzeniem. Makiemu i Naoko z pomocą bezdomnego udaje się uciec z budynku. Profesor Hayashida w końcu ustawia swoje urządzenie i Godzilla podąża za magnetyzmem do wulkanu Mihara, gdzie z pomocą urządzenia i kilku ładunków wybuchowych zostaje zrzucony do krateru wulkanu.

## Obsada
- Ken Tanaka – reporter Gorō Maki
- Yasuko Sawaguchi – Naoko Okumura
- Yōsuke Natsuki – prof. Makoto Hayashida
- Shin Takuma – Hiroshi Okumura
- Keiju Kobayashi – premier Miyami Mitamura
- Taketoshi Naitō – szef Sekretariatu Rady Ministrów Hirotaka Takegami
- Tetsuya Takeda – bezdomny
- Luke Johnston – płk Kaszyrin
- Eitaro Ozawa – minister finansów Etaro Kanzaki
- Nobuo Kaneko – minister spraw wewnętrznych Isomura
- Takeshi Kato – minister międzynarodowego handlu i przemysłu Kasaoka
- Mizuho Suzuki – minister spraw zagranicznych Seiichi Emori
- Junkichi Orimoto – minister obrony Mori
- Shinsuke Mikimoto – szef sztabu Japońskich Sił Samoobrony Kurai
- Kanta Mori – dyrektor generalny Krajowej Agencji Lądowej Ōkouchi
- Yoshifumi Tajima – minister środowiska Hidaka
- Kiyoshi Yamamoto – dyrektor generalny Japońskiej Agencji ds. Nauki i Technologii Kajita
- Hiroshi Koizumi – dr Minami
- Aleksandr Kilis – przedstawiciel Związku Radzieckiego Czewski
- Walter Nichols – przedstawiciel Stanów Zjednoczonych Rosenburg
- Isao Hashimoto – komandor Super X Akiyama
- Dennis Falt – dowódca radzieckiej atomowej łodzi podwodnej
- Akira Toriyama – jeden z ludzi w tłumie w Shinjuku[1]
- Yūji Horii – jeden z ludzi w tłumie w Shinjuku[1]
- Akira Sakuma – jeden z ludzi w tłumie w Shinjuku[1]
- Kenpachiro Satsuma – Godzilla

## Tło powstania filmu
Po porażce finansowej Powrotu Mechagodzilli Tomoyuki Tanaka, producent filmów z Godzillą, nie mógł się pogodzić z tym, że film był traktowany przez wszystkich jako ostatni film z serii. Po kilkuletnich konsultacjach i propozycjach na nowy film zdecydował się na powrót do korzeni i motywem przewodnim uczynić ponownie zagrożenie nuklearne. Twórca efektów specjalnych do filmu – Teruyoshi Nakano dla SciFi Japan powiedział: Problemem było to, że japońskie społeczeństwo powoli zapominało o tych katastrofach (...) Zapomnieli jakie to było bolesne. Młodsze pokolenie to już niemal o tym nie wiedziało. Każdy w Japonii wiedział jak straszna była broń nuklearna, kiedy powstał pierwszy film, ale tak nie było w latach 80. XX w. Więc podczas tych spotkań, zdecydowaliśmy przypomnieć tym wszystkim ludziom, co zapomnieli.
Pierwszym pomysłem był remake filmu z 1954 roku zaproponowany przez Ryūzō Nakanishiego w sierpniu 1978 pt. King of Monsters: Godzilla Resurrection (jap. King of Monsters: ゴジラの復活 King of Monsters: Gojira no Fukkatsu). Miał mieć premierę w 1979 roku na 25-lecie Godzilli i nawiązywać do wypadku w elektrowni jądrowej Three Mile Island.
W 1980 roku Tomoyuki Tanaka zaproponował następny projekt pt. Resurrection of Godzilla (jap. ゴジラの復活 Gojira no Fukkatsu), który miał ignorować wszystkie dotychczasowe filmy po Godzilli. Akira Murao napisał skrypt, w którym Godzilla w poszukiwaniu odpadów radioaktywnych ściera się z potworem o trzech formach imieniem Bagan. Po jego pokonaniu Godzilla miał kontynuować atak na Japonię. Doktor Inamura stwarza broń reiconium, celem zabicia Godzilli. W drugiej wersji scenariusza Bagan miał działać jako trzy niezależne potwory, które miały się ze sobą połączyć w jednego na kształt słupa totemowego. Film miał powstać na 50-lecie Tōhō.
W 1983 roku amerykański reżyser Steve Miner zaproponował film Godzilla: King of the Monsters 3-D  film na rynek amerykański. Tōhō zatwierdziło projekt, a Miner zatrudnił Freda Dekkera do napisania scenariusza i rzeźbiarza Stephena Czerkasa do projektu potwora. W razie sukcesu filmu planowano nakręcić Rodan 3-D w reżyserii Williama Stouta. Jednak z powodu wysokich kosztów animacji poklatkowej i kręcenia filmu w 3D duże amerykańskie studia filmowe odrzucały projekt, z którego Miner ostatecznie zrezygnował.
W tym samym roku w Japonii ożywiło się na nowo zainteresowanie się Godzillą, kiedy Toho wypuścił festiwale ze wszystkimi filmami z jego udziałem, jak i innymi filmami kaijū, zaś na nie udał się Akihiko Hirata przebrany za doktora Serizawę, którego grał w Godzilli. Godzilla-mania spowodowała nową falę markentingu i wydarzeń w postaci tras koncertowych Akiry Ifukube Godzilla Phantasia czy produkcji zabawek kaijū przez Bandai. 10 tys. fanów podpisało się jako Zespół Wskrzeszenia Godzilli pod petycją do Tōhō z prośbą o nakręcenie nowego obrazu.
Tomoyuki Tanaka zlecił napisanie scenariusza Hideichiemu Nagaharze, w którym miał wykorzystać elementy i ideę rebootu z The Resurrection of Godzilla. Wykorzystał także elementy z projektu Milnera, jak napięcia zimnowojenne i latającą fortecę Super-Beetle wystrzeliwującą pociski w paszczę Godzilli. Wpleciono wątek debaty nad użyciem broni atomowej przez Związek Radziecki i USA nawiązujący do Trzech Zasad  Antyatomowych Japonii ukutych przez premiera Eisaku Satō pod koniec lat 60. (Japonia nie będzie ani posiadać, ani produkować, ani importować do kraju broni jądrowej). Tanaka od dawna był zdecydowany na mroczny ton kierowany do dorosłej publiki, widząc popularność King Konga, Inwazji łowców ciał, Obcego – ósmego pasażera Nostromo i Czegoś. Tanaka chciał, by Ishirō Honda wyreżyserował film, a Akira Ifukube skomponował muzykę, jednak obaj konsewentnie odmawiali, twierdząc że „Godzilla zmarł, kiedy Eiji Tsuburaya zmarł”.
Tanaka zdecydował zwiększyć rozmiar potwora z 50 metrów do 80 metrów, by zaktualizować jego skalę do obecnej panoramy Tokio. Kostium Godzilli w całości wykonał Noboyuki Yasumaru, przywracając oryginalny wygląd z pierwszych filmów. Teruyoshi Nakano zalecił oprzeć ruchy Godzilli na teatrze nō, by uniknąć antropomorfizacji. Inspirując się 12-metrowym animatronicznym modelem King Konga z filmu z 1976 roku, zdecydowano się stworzyć 4-metrowy model Godzilli, nazwany Cybot, stosowany do zbliżeń głowy bestii. Do zbliżeń używano dwóch modeli stóp Godzilli: jeden mierzący około sześciu metrów (nie został wykorzystany na taką skalę, jak planowano) i model w skali 1:1. Początkowo Godzillę miał zagrać Hiroshi Yamawaki, który w ostatniej chwili zrezygnował z roli. Zastąpił go Kenpachiro Satsuma, który wcielał się w Godzillę przez całą serię Heisei. Kostium ważył 110 kg i nie był do niego dopasowany, przez co Satsuma schudł o 12 kilogramów.
Akihiko Hirata grający wielokrotnie w filmach z Godzillą i innych kaijū, był obsadzony w roli profesora Hayashidy, jednak na początku produkcji ciężko zachorował i jego rolę przejął Yōsuke Natsuki. Niedługo potem Hirata zmarł na raka płuc. Na kilka dni przed śmiercią aktor liczył, że uda mu się zagrać w filmie cameo. Był to też ostatni film Yoshifumiego Tajimy.
Był to drugi, po Godzilli, film gdzie Godzilla nie walczy z żadnym potworem. Jednak występuje w nim wesz morska, która urosła po ssaniu radioaktywnej krwi Godzilli o nazwie Shockirus (jap. ショッキラス Shokkirasu), ale w filmie to imię nie zostało użyte.

## Wersja amerykańska
Będąc pewne filmu Tōhō zdecydowało się wypuścić film na zagraniczny rynek i prowadziło m.in. z MGM/UA Entertainment Company rozmowy odnośnie do praw do dystrybucji na rynek amerykański. Prawa te otrzymała firma założona przez Rogera Cormana New World Pictures. Zamiast  wykorzystać jedynie angielski dubbing zlecony przez Tōhō, New World Pictures zdecydowało się przerobić film tak jak zrobiono to Godzillą i King Kong kontra Godzila wydanymi na rynek amerykański. Z filmu wycięto aż 16 minut materiału, wstawiając wstawki amerykańskie dziejące się w Pentagonie. Konsultantem amerykańskich sił zbrojnych był Steve Martin z filmu Godzilla, Król Potworów, który obecnie żył jako emeryt i patrzył na Godzillę przychylniejszym okiem. W tej roli wystąpił ponownie Raymond Burr, powtarzając swą rolę sprzed trzydziestu lat. W związku ówczesną popularnością aktora komediowego Steve’a Martina do postaci Burra nigdy nie zwraca się pełnym nazwiskiem. Do scen tych wykorzystano fragmenty z The Philadelphia Experiment tego samego studia.
Ścieżkę muzyczną Reijirō Koroku uzupełniono muzyką z filmu Def-Con 4 autorstwa Christophera Younga, zaś będącą na napisach końcowych piosenkę Godzilla: Love Theme autorstwa holenderskiego zespołu The Star Sisters zastąpiono jednym z utworów Koroku. Imię Hiroshiego zmieniono na Kenny. Pierwotnie New World Pictures planowało zrobić z filmu komedię, czemu zapobiegł oburzony Raymond Burr, domagając się zachowania tonu japońskiej wersji.
W wersji japońskiej film jest przedstawiany z perspektywy Japonii, która w razie konfliktu USA-ZSRR mogłaby znaleźć się w krzyżowym ogniu, dlatego Sowieci i Amerykanie są przedstawieni podobnie: dwa mocarstwa, które choć prezentują swą potęgę, tak naprawdę obawiają się wojny atomowej. Obecni właściciele New World Pictures byli znani ze swych konserwatywnych poglądów i w wersji amerykańskiej wiele scen przerobiono tak, aby Rosjanie wyszli na prowodyrów wojny atomowej.
Najistotniejszą i najbardziej kontrowersyjną zmianą jest scena, gdzie płk Kaszyrin rusza do konsoli rakiet. W wersji japońskiej widząc, że rakiety zostaną wystrzelone chce je za wszelką cenę zatrzymać, ale ginie po drodze. W wersji amerykańskiej napisy tłumaczące kwestię Muszę się śpieszyć i to zatrzymać! Niech mi Bóg pomoże! piszą Tylko ja jestem w stanie to zrobić! Muszę wystrzelić te rakiety! i dodano scenę, gdy naciska guzik wystrzelenia.
New World Pictures konsekwentnie promowało w Stanach Zjednoczonych film jako komedię i emitowało reklamy Dr Pepper z udziałem Godzilli, jako że w dokręconych scenach zastosowano product placement dla Dr Pepper będącego sponsorem amerykańskiej wersji. Film wypuszczono do amerykańskich kin jako Godzilla 1985.
O ile film w Japonii odniósł sukces, tak w Stanach Zjednoczonych był porażką finansową i został negatywnie oceniony przez niemal wszystkich amerykańskich krytyków. Fani Godzilli upatrują w wersji New World Pictures jako przyczyny klapy finansowej filmu w Stanach Zjednoczonych. Następnym filmem z Godzillą, który się pojawił w amerykańskich kinach był dopiero Powrót Godzilli z 1999 roku.
Wersja ta została wydana w Polsce na rynek VHS w 1992 roku przez Vision.

### Obsada
- Ken Tanaka – reporter Gorō Maki
- Tony Plana – reporter Gorō Maki (głos)
- Yasuko Sawaguchi – Naoko Okumura
- Lara Cody –
  - Naoko Okumura (głos),
  - różne role (głos)
- Yōsuke Natsuki – prof. Hayashida
- Paul Wilson – prof. Hayashida (głos)
- Shin Takuma – Kenny Okumura
- Andy Goldberg – Kenny Okumura (głos)
- Raymond Burr – Steven Martin
- Warren J. Kemmerling – gen. Goodhue
- James Hess – płk Raschen
- Travis Swords – mjr McDonough
- Crawford Binion – podporucznik
- Justin Gocke – Kyle, wnuk Martina
- Keiju Kobayashi – premier Miyami Mitamura
- Taketoshi Naitō – szef Sekretariatu Rady Ministrów Hirotaka Takegami
- Gregory Snegoff –
  - szef Sekretariatu Rady Ministrów Hirotaka Takegami (głos),
  - różne role (głos)
- Tetsuya Takeda – bezdomny
- Luke Johnston – płk Kaszyrin
- Hiroshi Koizumi – dr Minami
- Aleksandr Kilis – przedstawiciel Związku Radzieckiego Czewski
- Walter Nichols – przedstawiciel Stanów Zjednoczonych Rosenburg
- Isao Hashimoto – komandor Super X Akiyama
- Kenpachiro Satsuma – Godzilla

## Odbiór filmu
Film podczas otwierającego weekendu zajął po Pogromcach duchów i Gremliny rozrabiają trzecie miejsce, wobec czego japońskie media określiły mianem Roku G. Zarobił 2,89 mld jenów przy sprzedanych 3,2 mln biletach, stając najbardziej dochodowym japońskim filmem w 1984 roku, a także w tamtym czasie najbardziej kasowym japońskim filmem w historii. Gigantyczny sukces filmu w Japonii rozpoczął nową serię filmów o Godzilli tzw. „Heisei” (jap. okres budowania pokoju) lub „serię VS” (każdy późniejszy film nosił tytuł Godzilla vs. <nazwa głównego przeciwnika>).

## Odniesienia w kulturze popularnej
- W 1987 roku stworzona została komediowa sztuka teatralna Godzilla (jap. ゴジラ Gojira)  autorstwa Yasuhiko Ohashiego, będąca nieoficjalnym sequelem filmu. W niej japońska kobieta Yayoi Ichinose znajduje Godzillę na górze Mihara i zakochuje się w nim z wzajemnością. Jednak rodzina Yayoi jest przeciwna jej związku z potworem, gdyż ten jest zbyt biedny, duży i potworny. Także Mothra sugeruje Godzilli, że powinien wziąć ślub z potworem. Dawny chłopak Yayoi, Hayata walczy jako Ultraman z Godzillą o względy wybranki. Ostatecznie Godzilla czując się niegodnym miłości Yayoi odchodzi od niej i wraca na górę Mihara[22].
- W odcinku serialu anime Urusei Yatsura pt. Makyō Tensei! Dārin wa Nani wo Kangaeterutcha!? (jap. 魔境転生! ダーリンはなにを考えてるっちゃ!?) pojawiający się w marzeniach Mendo Godzilla wygląda jak ten z filmu, jako że w tym samym czasie była jego premiera[23]. Później Super X pojawił się w odcinku pt. Taikutsu Shindorōmu! Tomobiki Chō wa Izu ko he!? (jap. 退屈シンドローム！友引町はいずこへ!?) jako jeden z pojazdów wojskowych walczących z Godzillą[24].
- W filmie Wolny dzień Ferrisa Buellera podczas parady w mijanym kinie jest zapowiadany Godzilla 1985[25].
- W filmie Plazma w kabinie operatora kinowego na ścianie jest zdjęcie Godzilli z tego filmu[26].
- W odcinku Gwiezdnych wojen: Wojen klonów pt. The Zillo Beast Strikes Back końcowa scena śmierci Zillo (inspirowanego Godzillą) nawiązuje do walki z Super X[27].